# Rachel Alexandra

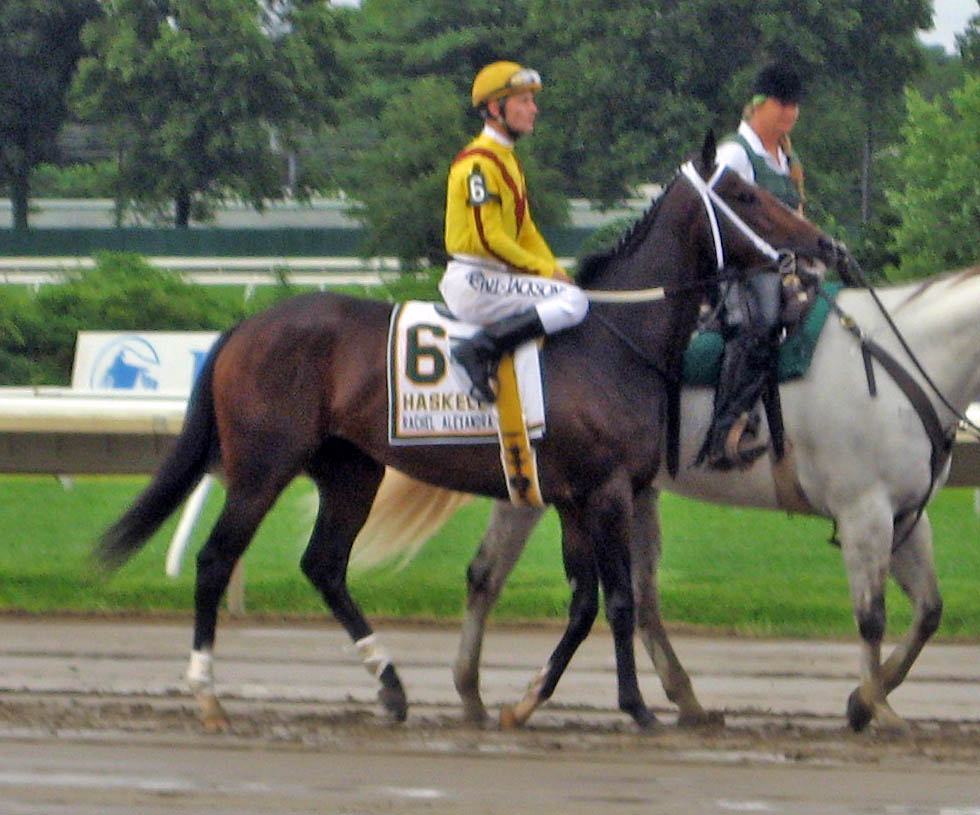
Rachel Alexandra przed Haskell Invitational 2009.

Rachel Alexandra (ur. 29 stycznia 2006) – emerytowana amerykańska klacz wyścigowa pełnej krwi angielskiej. Zwyciężczyni wielu prestiżowych gonitw, w tym Kentucky Oaks i Preakness Stakes 2009.

## Życiorys
Matką Rachel Alexandry jest Lotta Kim, natomiast ojcem jest Medaglia d'Oro – bardzo udany reproduktor, ojciec koni takich jak Songbird, Talismanic czy Bolt d'Oro. Wyhodował ją Dolphus C. Morrison, który nazwał ją na cześć swojej wnuczki. Cechą charakterystyczną klaczy jest biała odmiana na pysku w kształcie odwróconego wykrzyknika. Do czasu zwycięstwa w Kentucky Oaks trenował ją Hal Wiggins, po tej gonitwie klacz została zakupiona przez Stonestreet Stables i zaczął ją trenować Steve Asmussen. Regularnym dżokejem klaczy był Calvin Borel.

### Sezon 2008
Klacz zadebiutowała 22 maja 2008 roku w gonitwie Maiden Special Weight, jednak zajęła dopiero szóste miejsce. 13 czerwca ponownie wzięła udział w MSW i tym razem wygrała. Dwa tygodnie później zajęła drugie miejsce w Debutante Stakes. Jej kolejny start odbył się dopiero cztery miesiące później, gdy wygrała Allowance. Następnie zajęła drugie miejsce w Pocahontas Stakes i wygrała Golden Rod Stakes.

### Sezon 2009

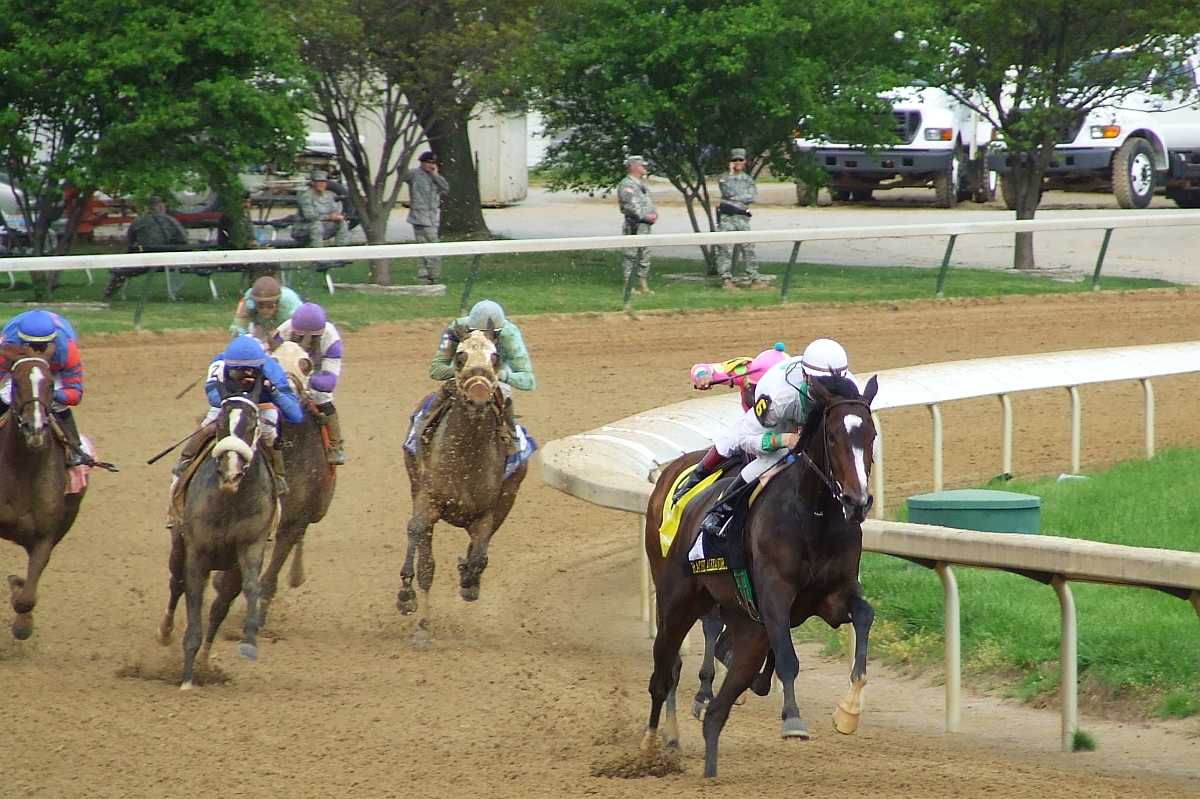
Rachel Alexandra, Kentucky Oaks 2009.

15 lutego wygrała Martha Washington Stakes, tym samym rozpoczynając serię zwycięstw. Miesiąc później wygrała Fair Ground Oaks, a następnie zwyciężyła w Fantasy Stakes. 1 maja wzięła udział w Kentucky Oaks, gdzie zdeklasowała konkurencję i wygrała z przewagą 20 1⁄4 długości. Po tej gonitwie została zakupiona przez Stonestreet Stables. Początkowo klacz nie miała ścigać się z ogierami, ale nowy właściciel miał inne zamiary. Jess Jackson, właściciel Stonestreet Stables, zapłacił 100 000 dolarów, by mogła zmierzyć się z ogierami w Preakness Stakes. Klacz nie zawiodła i wygrała z łatwością. Tym samym została pierwszą klaczą od 85 lat, której udało się wygrać tę gonitwę. 27 czerwca wygrała Mother Goose Stakes. Uzyskała prawie 20 długości przewagi i czas 1:46:33, tym samym bijąc rekord Ruffian ustanowiony przez nią w 1975 roku. Pomimo tego, że była wstrzymywana pod koniec, pobiegła jedynie niecałą sekundę wolniej od Secretariata w Marlboro Cup w 1973, w którym ustanowił on rekord toru oraz rekord świata na tym dystansie. 2 sierpnia Rachel Alexandra ponownie zmierzyła się z ogierami, tym razem wygrywając Haskell Invitational. We wrześniu znowu pokonała ogiery, biorąc udział w Woodward Stakes. Stała się pierwszą klaczą w historii, która wygrała tę gonitwę. Nie ścigała się już do końca sezonu, jednak swoimi zwycięstwami z ogierami w prestiżowych gonitwach nie tylko zapewniła sobie tytuł najlepszej trzyletniej klaczy, ale także odebrała Zenyattcie szansę na tytuł Konia Roku.

### Sezon 2010
Rachel Alexandra wróciła na tor 13 marca, zajmując drugie miejsce w New Orleans Ladies Handicap. Miała zmierzyć się z Zenyattą w Apple Blossom Invitational, ale z powodu ostatniej przegranej, Rachel Alexandra została wycofana. 30 kwietnia znów przegrała, dobiegając druga w La Troienne Stakes za klaczą Unrivaled Belle. W czerwcu i lipcu wygrała Fleur de Lis Handicap oraz Lady's Secret Stakes. W sierpniu zajęła drugie miejsce w Personal Ensign Handicap. Po wyścigu dżokej klaczy, Calvin Borel, nie potrafił wyjaśnić przegranej klaczy. Powiedział: „Wszystko było po mojemu, a ona po prostu została wyprzedzona. [...] Nie czułem żadnego przyspieszenia i zmartwiłem się. Była nieobecna. Wiedziałem, że jeśli ktoś biegnie za nami, mamy kłopoty”.

## Emerytura

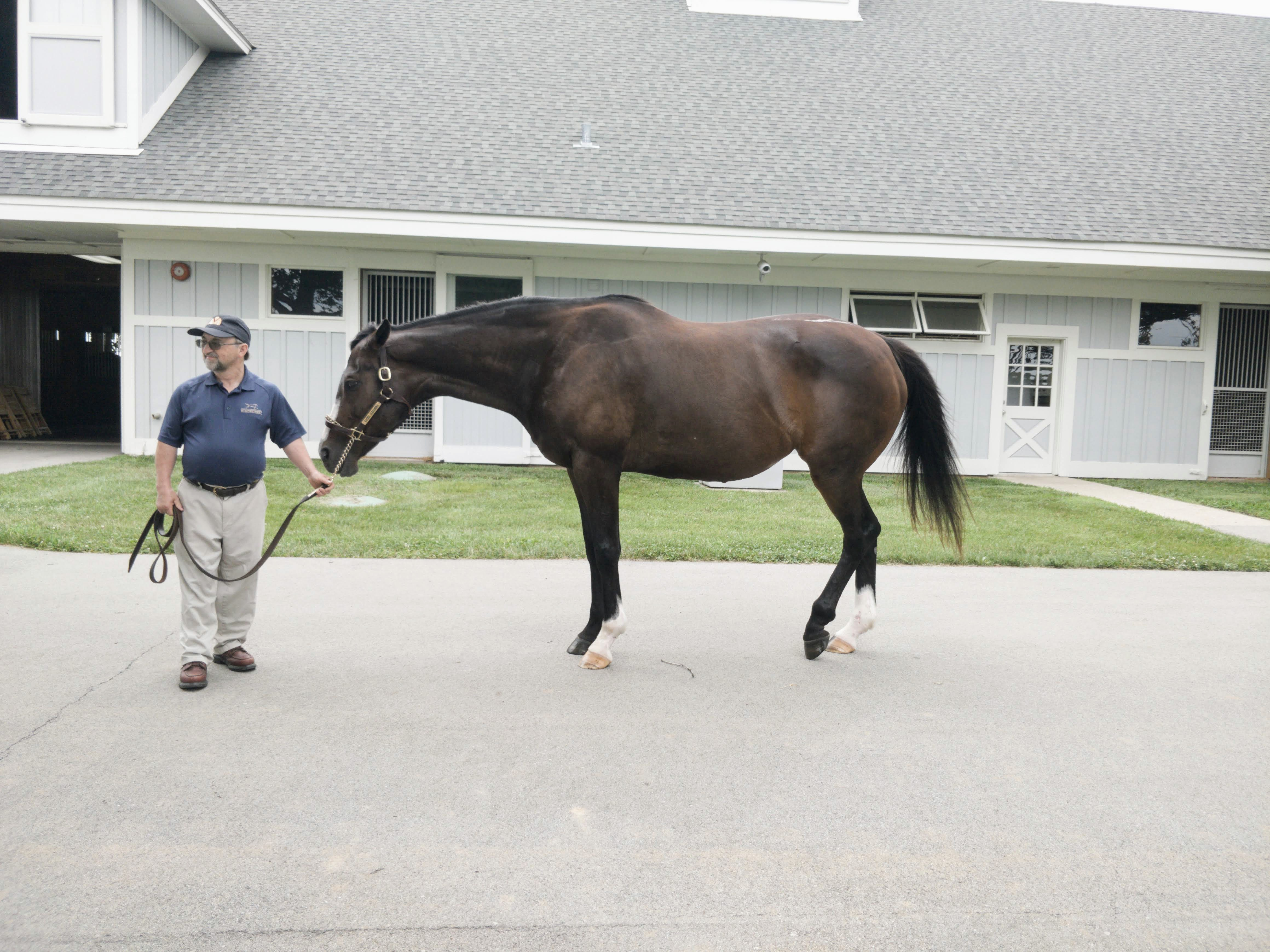
Rachel Alexandra, czerwiec 2018.

Klacz nie odzyskała formy, w jakiej była w poprzednim sezonie, więc 28 września 2010 roku ogłoszono, że przechodzi na emeryturę. Zakończyła karierę z 13 zwycięstwami na 19 startów i zarobkami wynoszącymi 3 506 730 dolarów.
22 stycznia 2012 roku na świat przyszedł pierwszy źrebak klaczy. Ojcem ogierka jest Curlin – inny czempion należący do Stonestreet Stables. Spośród ponad sześciu tysięcy propozycji imienia nadesłanych przez fanów, wybrane zostało „Jess's Dream” na cześć zmarłego w poprzednim roku założyciela Stonestreet Stables. Jest on pierwszym w historii źrebakiem, którego rodzicami są dwaj zwycięzcy Preakness Stakes. Ścigał się tylko raz, wygrywając Maiden Special Weight, jednak z powodu kontuzji musiał przejść na emeryturę.
12 lutego 2013 urodziła klaczkę po ogierze Bernardini. Następnego dnia Rachel Alexandra została przewieziona do kliniki w Lexington w stanie Kentucky, gdzie przeszła operacją okrężnicy małej, która została uszkodzona przy trudnym porodzie. 14 lutego stan klaczy był określany jako poważny. Następnego dnia zrobiła duży postęp w powrocie do zdrowia, jednak jej stan nadal był ciężki. 17 lutego pozostawała w stanie poważnym, ale stabilnym. Zaczęła stopniowo wracać do przyjmowania pokarmów stałych. 28 lutego oznajmiono, że radzi sobie lepiej niż się spodziewano. 7 marca przeszła zabieg chirurgiczny w celu usunięcie ropnia w okolicy jej układu rozrodczego i odbytnicy. 26 marca 2013 roku wróciła do swojego domu w Stonestreet Farm. Córka klaczy została nazwana „Rachel's Valentina”. Wzięła udział w sześciu gonitwach, wygrała dwie z nich.
Choć Rachel Alexandra w pełni wróciła do zdrowia po trudnym porodzie, nie była kryta w kolejnych latach. Barbara Banke, żona założyciela Stonestreet Stables, powiedziała: „Zawsze jest szansa, że zostanie ponownie pokryta, nigdy nie wiadomo – ale nie sądzę, żeby moje nerwy mogły to znieść”.
29 września 2010 roku tor Fair Grounds Race Course zmieniło nazwę gonitwy Silverbulletday Stakes na Rachel Alexandra Stakes.
W 2016 roku klacz wraz z jej trenerem oraz Zenyattą została wprowadzona do National Museum of Racing and Hall of Fame.